# Adolf 2. af Schaumburg-Lippe
Fyrst Adolf 2. til Schaumburg-Lippe (tysk: Fürst Adolf II. zu Schaumburg-Lippe) (tysk: Adolf Bernhard; 23. februar 1883 – 26. marts 1936) var den sidste fyrste af det lille fyrstendømme Schaumburg-Lippe i det centrale Tyskland fra 1911 til 1918.
Adolf tilhørte Huset Lippe og var søn af Fyrst Georg 2. af Schaumburg-Lippe. Han tiltrådte regeringen som fyrste ved faderens død i 1911. Han måtte abdicere syv år senere, da monarkierne blev afskaffet i Tyskland ved Novemberrevolutionen i 1918 umiddelbart før afslutningen af Første Verdenskrig. Han døde ved en flyulykke i Mexico i 1936.

## Biografi

### Tidlige liv
Prins Adolf til Schaumburg-Lippe blev født den 23. februar 1883 i Stadthagen i Fyrstendømmet Schaumburg-Lippe i det centrale Tyskland. Han var den ældste søn af den daværende Arveprins Georg af Schaumburg-Lippe i hans ægteskab med Prinsesse Marie Anna af Sachsen-Altenburg. Han var ti år gammel, da hans bedstefar Fyrst Adolf 1. af Schaumburg-Lippe døde den 8. maj 1893, og hans far blev fyrste af Schaumburg-Lippe under navnet Georg 2., mens Adolf selv blev arveprins.

### Regeringstid
Fyrst Georg døde den 29. april 1911, og Adolf blev fyrste af Schaumburg-Lippe under navnet Adolf 2. I løbet af sin regeringstid udviklede han kurbadet i Bad Eilsen og var ansvarlig for mange af bygningerne der. Som musikelsker oprettede han musikskolen i Bückeburg på den lokale militærskole, hvor en af de bedste elever senere skulle blive den tyske musiker og komponist James Last.
Han måtte abdicere efter en regeringstid på blot 7 år den 16. november 1918, da monarkierne blev afskaffet i Tyskland ved Novemberrevolutionen i 1918 umiddelbart før afslutningen af Første Verdenskrig. Han var en af de sidste tyske fyrster, der abdicerede efter kejserriget sammenbrud. Schaumburg-Lippe blev republik som Fristaten Schaumburg-Lippe, og Adolf gik i eksil på Brioni-øerne i Istrien ved Adriaterhavet.

### Senere liv
Adolf giftede sig den 10. januar 1920 i Berlin med skuespillerinden Elisabeth Franziska (Ellen) Bischoff-Korthaus, der var datter af Franz August von Bischoff-Korthaus og tidligere havde været gift med Prins Eberwyn af Bentheim og Steinfurt. Der blev ikke født børn i ægteskabet.
Han døde sammen med sin kone ved en flyulykke under en ferie i Mexico den 26. marts 1936. De var blandt de fjorten passagerer i et mexicansk Ford Trimotor-fly, der fløj fra Mexico City til Guatemalas hovedstad, da flyet styrtede ned i Zumpango mellem to vulkaner. Hans yngste bror, Prins Friedrich Christian, der var adjudant for Joseph Goebbels, udtalte sig imod at lade hans kone begrave ved siden af sin mand i Bückeburg-mausoleet, da hun ikke var af "arisk oprindelse".
Da han ikke havde børn, blev han efterfulgt som overhoved for Huset Schaumburg-Lippe af sin lillebror, Prins Wolrad.